# Liber Iudiciorum

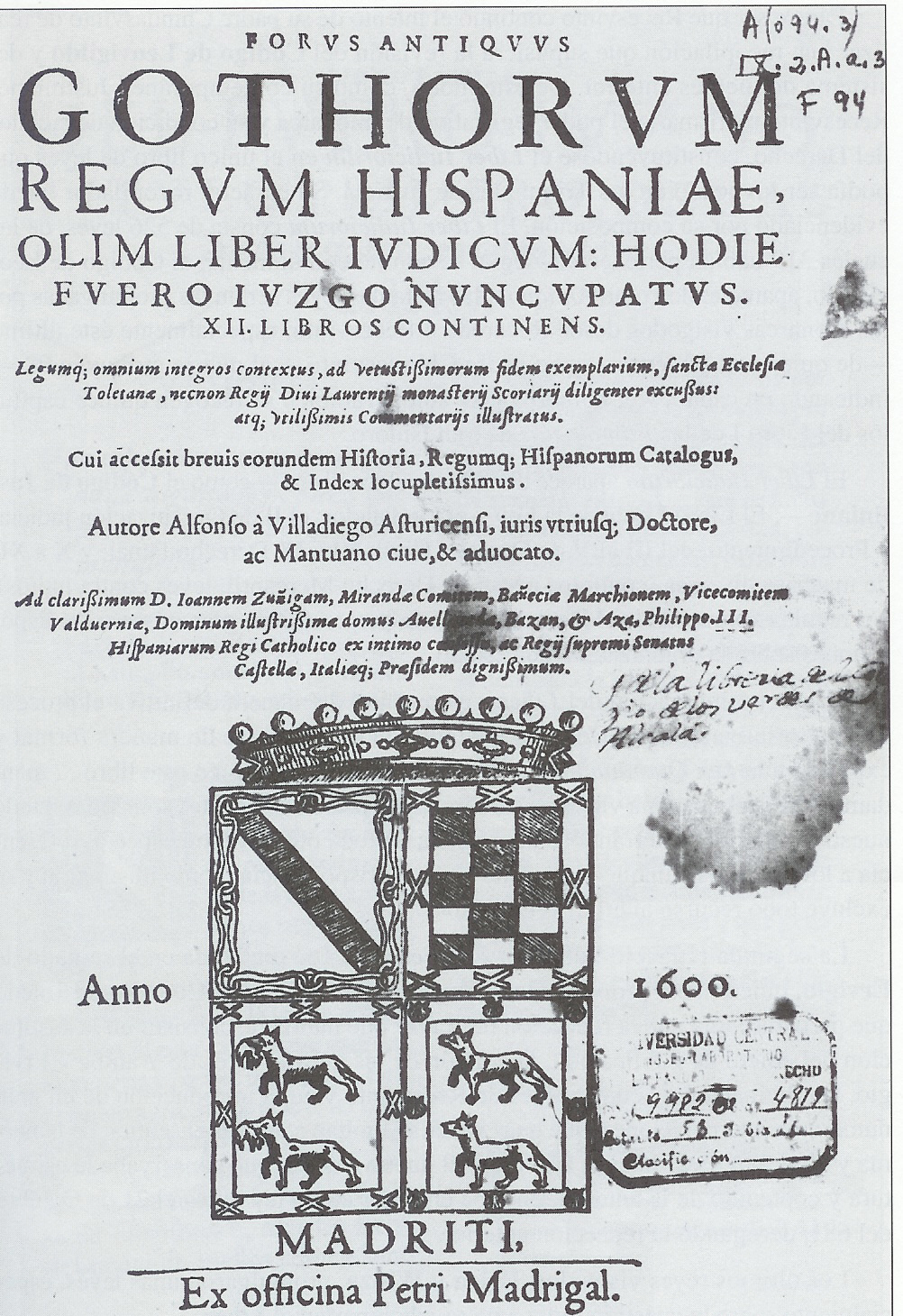
Capa de uma edição do Liber Iudiciorum do ano 1600

O Liber Iudiciorum ou Lex Visigothorum foi uma compilação de leis visigodas, de carácter territorial, disposta pelo rei Recesvinto (r. 653–672) e publicadas provavelmente em 654. É também referido como Código de Recesvinto, Livro dos Juízos, Liber Iudicum, Liber Gothorum, Fori Iudicum, Forum Iudicum, Forum Iudiciorum ou apenas Código Visigótico.
Foi este código, com algumas modificações, que serviu de base para a elaboração da legislação de aforamento sob o reinado de Fernando III de Castela para ser concedido como foral a certas localidades da zona meridional da Península Ibérica sob o nome Fuero Juzgo, publicado em 1241.
O Código Visigótico apresentava enorme influência da tradição romana, inclusive na forma: em doze livros como o Código de Justiniano. Foi aprovado pelo VIII Concílio de Toledo, demonstrando a importância da participação da Igreja na legitimação do direito. Este costume dos reis godos, são os gérmenes das futuras Cortes ou Estados Gerais. O Fuero Juzgo, ao lado dos costumes municipais, são as principais fontes do direito por muitos séculos.
O Código Visigótico contém 324 leis de Leovigildo, 3 de Recaredo, 99 de Quindasvinto e 87 de Recesvinto. Dele há uma cópia na Biblioteca Nacional em Paris e outra no Vaticano. Permaneceu em vigor até à edição da Lei das Sete Partidas por Afonso X, o Sábio (v. item 2.1.B. abaixo).

## Estrutura
A sua estrutura era a seguinte:
- Livro 1: O magistrado e a Lei
- Livro 2. Administração da justiça, escrituras e testamentos.
- Livro 3: Os matrimónios e os divórcios.
- Livro 4: Sucessões, heranças e tutelas.
- Livro 5: Doações. Vendas e outros contratos.
- Livro 6: Direito penal: crimes e torturas.
- Livro 7: Direito penal: roubo e fraude.
- Livro 8: Direito penal: actos de violência e lesões.
- Livro 9: O exército e o direito de asilo eclesiástico.
- Livro 10: Direito de propriedade e prescrição.
- Livro 11: Médicos e doentes; mercadores estrangeiros.
- Livro 12: Heresia e povo judaico.